# Tofta socken, Gotland
Tofta socken ingick i Gotlands södra härad, ingår sedan 1971 i Gotlands kommun och motsvarar från 2016 Tofta distrikt.
Socknens areal är 38,19 kvadratkilometer, varav 38,18 land. År 2020 fanns här 832 invånare. Kyrkbyn Tofta med sockenkyrkan Tofta kyrka ligger i socknen. 

## Administrativ historik
Tofta socken har medeltida ursprung. Socknen tillhörde Banda ting som i sin tur ingick i Hejde setting i Medeltredingen.
Vid kommunreformen 1862 övergick socknens ansvar för de kyrkliga frågorna till Tofta församling och för de borgerliga frågorna bildades Tofta landskommun. Landskommunen inkorporerades 1952 i Stenkumla landskommun och ingår sedan 1971 i Gotlands kommun. Församlingen uppgick 2006 i Eskelhem-Tofta församling.
1 januari 2016 inrättades distriktet Tofta, med samma omfattning som församlingen hade 1999/2000. 
Socknen har tillhört samma fögderier och domsagor som Gotlands södra härad. De indelta båtsmännen tillhörde Gotlands andra båtsmanskompani.

## Geografi
Tofta socken ligger vid västra kusten av Gotland, sydväst om Visby. Socknen består av odlingsbygd i öster och skogsmark med klinter och stor sandstrand i väster.
Tofta socken har en stor mängd fritidshus, i områdena Gnisvärd, Smågårde och Tofta strand, men även av ett ökande antal bofasta, som oftast har sin utkomst i Visby.

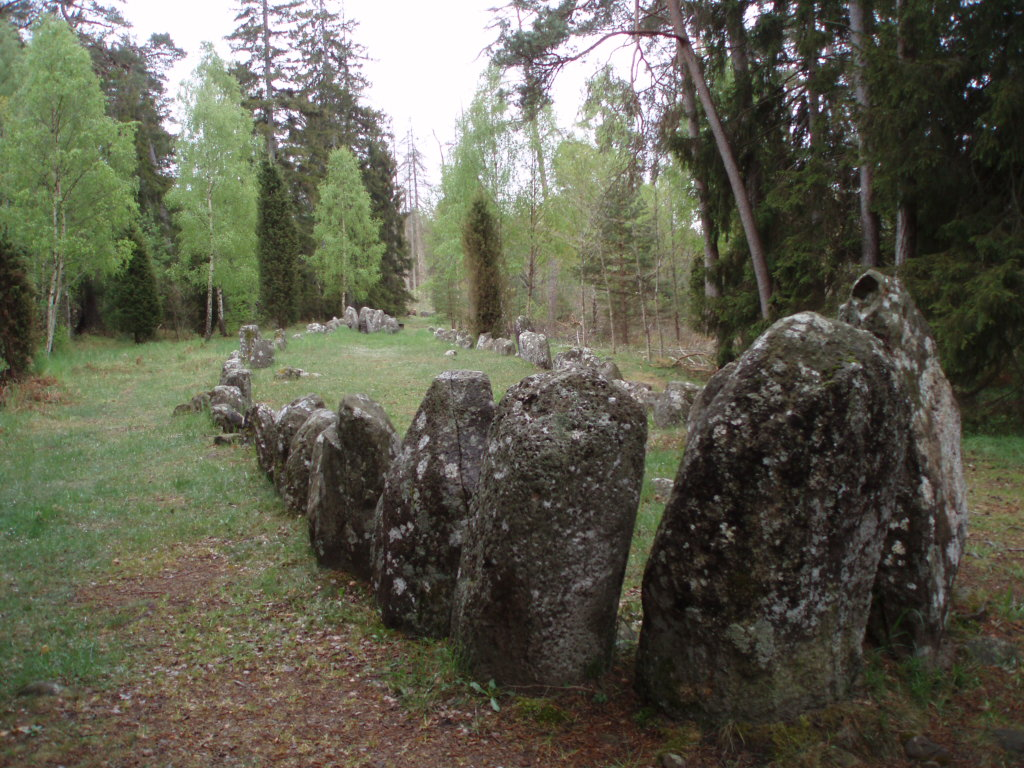
Gnisvärds skeppssättningar

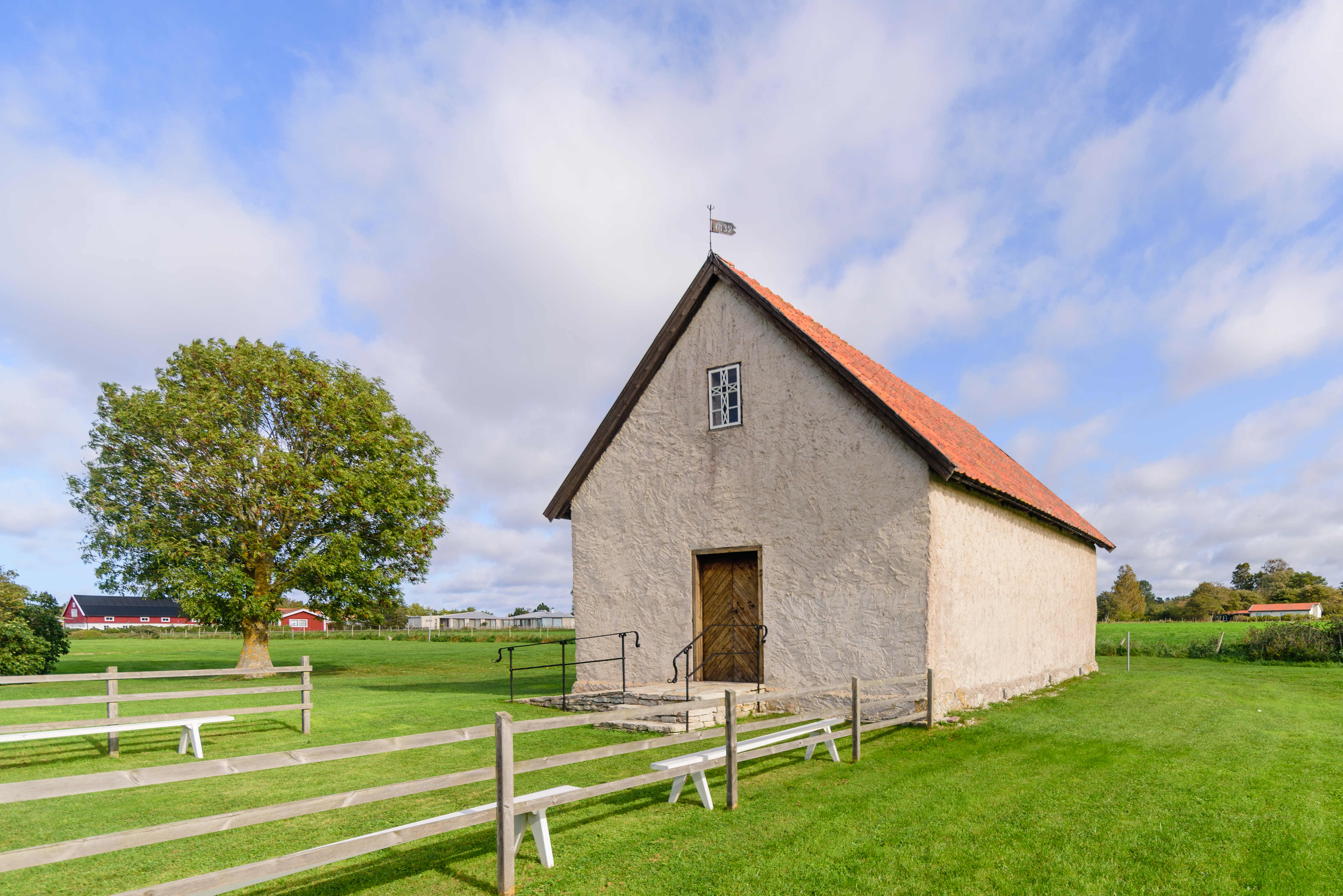
Gnisvärds strandkyrka.

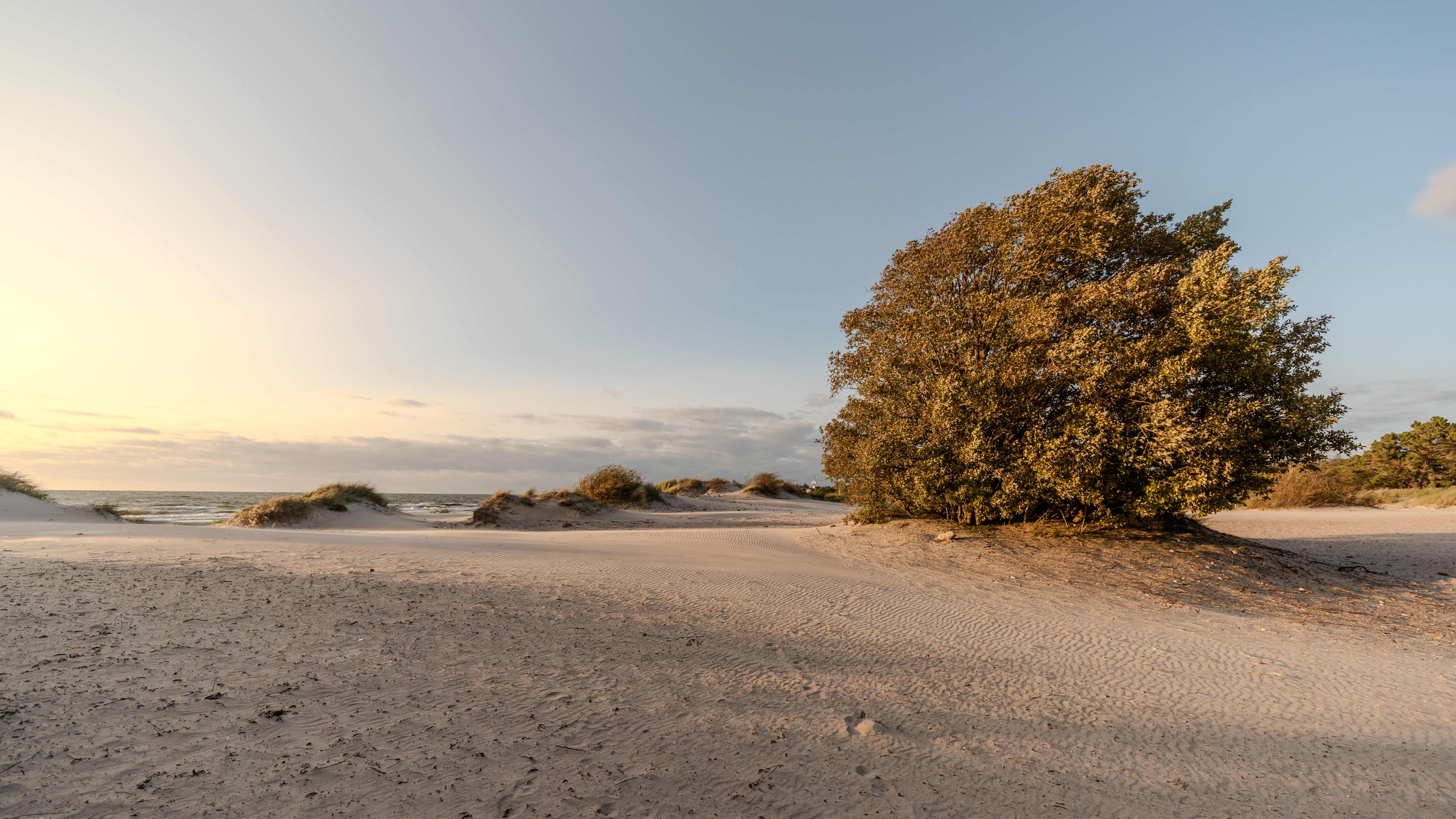
Tofta strand i september 2023.

### Gårdsnamn
Annexen, Ansarve, Bjärs, Dyple, Fättings, Kroks, Krokstäde, Licksarve, Nasume, Norrgårde, Rangvalds, Sallmunds, Smågårde, Östergårde.

## Fornlämningar
Från stenåldern finns några boplatser och en stenkammargrav, från bronsåldern flera gravrösen och skeppssättningar, känd är Gnisvärds skeppssättningar. Från järnåldern finns 23 gravfält, stensträngar, sliprännestenar, en bildsten och en fornborg. En runristningar är känd vid kyrkan.

## Namnet
Namnet (1304 Thoptu) innehåller toft, 'roddarbänk', men tolkningen är oklar.

## Befolkningsutveckling
| Befolkningsutvecklingen i Tofta socken, Gotland 1571–2020 | Befolkningsutvecklingen i Tofta socken, Gotland 1571–2020 | Befolkningsutvecklingen i Tofta socken, Gotland 1571–2020 | Befolkningsutvecklingen i Tofta socken, Gotland 1571–2020 | Befolkningsutvecklingen i Tofta socken, Gotland 1571–2020 |
| --- | --------------------------------------------------------- | --------------------------------------------------------- | --------------------------------------------------------- | --------------------------------------------------------- |
| |                                                           |                                                           |                                                           |                                                           |
| År |                                                           |                                                           | Folkmängd                                                 |                                                           |
| 1571 | 1571                                                      |                                                           | 104                                                       |                                                           |
| 1620 | 1620                                                      |                                                           | 95                                                        |                                                           |
| 1699 | 1699                                                      |                                                           | 101                                                       |                                                           |
| 1718 | 1718                                                      |                                                           | 230                                                       |                                                           |
| 1735 | 1735                                                      |                                                           | 223                                                       |                                                           |
| 1750 | 1750                                                      |                                                           | 250                                                       |                                                           |
| 1760 | 1760                                                      |                                                           | 273                                                       |                                                           |
| 1769 | 1769                                                      |                                                           | 290                                                       |                                                           |
| 1780 | 1780                                                      |                                                           | 325                                                       |                                                           |
| 1790 | 1790                                                      |                                                           | 301                                                       |                                                           |
| 1800 | 1800                                                      |                                                           | 344                                                       |                                                           |
| 1810 | 1810                                                      |                                                           | 388                                                       |                                                           |
| 1820 | 1820                                                      |                                                           | 383                                                       |                                                           |
| 1830 | 1830                                                      |                                                           | 454                                                       |                                                           |
| 1840 | 1840                                                      |                                                           | 451                                                       |                                                           |
| 1850 | 1850                                                      |                                                           | 514                                                       |                                                           |
| 1860 | 1860                                                      |                                                           | 609                                                       |                                                           |
| 1870 | 1870                                                      |                                                           | 678                                                       |                                                           |
| 1880 | 1880                                                      |                                                           | 759                                                       |                                                           |
| 1890 | 1890                                                      |                                                           | 719                                                       |                                                           |
| 1900 | 1900                                                      |                                                           | 575                                                       |                                                           |
| 1910 | 1910                                                      |                                                           | 537                                                       |                                                           |
| 1920 | 1920                                                      |                                                           | 524                                                       |                                                           |
| 1930 | 1930                                                      |                                                           | 488                                                       |                                                           |
| 1940 | 1940                                                      |                                                           | 466                                                       |                                                           |
| 1950 | 1950                                                      |                                                           | 455                                                       |                                                           |
| 1960 | 1960                                                      |                                                           | 329                                                       |                                                           |
| 1970 | 1970                                                      |                                                           | 273                                                       |                                                           |
| 1980 | 1980                                                      |                                                           | 360                                                       |                                                           |
| 1990 | 1990                                                      |                                                           | 388                                                       |                                                           |
| 2000 | 2000                                                      |                                                           | 497                                                       |                                                           |
| 2010 | 2010                                                      |                                                           | 643                                                       |                                                           |
| 2020 | 2020                                                      |                                                           | 832                                                       |                                                           |
| Anm: Källor: Umeå universitet - Tabellverket 1749-1859, Demografiska databasen, CEDAR, Umeå universitet, Befolkningsutvecklingen i Gotlands socknar 2000 - 2010, Folkmängden per distrikt, landskap, landsdel eller riket efter kön. År 2015 - 2022. Uppskattningarna av folkmängden före 1750 baseras på Andersson Palm, Lennart (2000). Folkmängden i Sveriges socknar och kommuner 1571-1997. |                                                           |                                                           |                                                           |                                                           |

### Fotnoter
1. 1 2  Svensk Uppslagsbok andra upplagan 1947–1955: Tofta socken
2. ↑  ”Folkmängden per distrikt, landskap, landsdel eller riket efter kön. År 2015 - 2022”. Statistikdatabasen. Statistiska centralbyrån. http://www.statistikdatabasen.scb.se/pxweb/sv/ssd/START__BE__BE0101__BE0101A/FolkmangdDistrikt/. Läst 23 april 2023.
3. ↑  Harlén, Hans; Harlén Eivy (2003). Sverige från A till Ö: geografisk-historisk uppslagsbok. Stockholm: Kommentus. Libris 9337075. ISBN 91-7345-139-8
4. ↑  ”Församlingar”. Statistiska centralbyrån. https://www.scb.se/hitta-statistik/regional-statistik-och-kartor/regionala-indelningar/forsamlingar/. Läst 30 december 2022.
5. ↑  Administrativ historik för Tofta socken (Klicka på församlingsposten). Källa: Nationella arkivdatabasen, Riksarkivet.
6. ↑  Om Gotlands båtsmanskompani
7. 1 2  Sjögren, Otto (1931). Sverige geografisk beskrivning del 2 Östergötlands, Jönköpings, Kronobergs, Kalmar och Gotlands län. Stockholm: Wahlström & Widstrand. Libris 9939
8. 1 2 3  Nationalencyklopedin
9. ↑  Förteckning över slipskåror
10. ↑  Fornlämningar, Statens historiska museum: Tofta socken, Gotland
11. ↑  Fornminnesregistret, Riksantikvarieämbetet: Tofta socken, Gotland Fornminnen i socknen erhålls på kartan genom att skriva in sockennamn (utan "socken") i "Ange geografiskt område"
12. ↑  Mats Wahlberg, red (2003). Svenskt ortnamnslexikon. Uppsala: Institutet för språk och folkminnen. Libris 8998039. ISBN 91-7229-020-X. https://isof.diva-portal.org/smash/get/diva2:1175717/FULLTEXT02.pdf